# Niittysaari (ö i Birkaland, Övre Birkaland)
Niittysaari är en ö i Finland. Den ligger i sjön Toisvesi och i kommunen Virdois i den ekonomiska regionen  Övre Birkalands ekonomiska region  och landskapet Birkaland, i den sydvästra delen av landet, 250 km norr om huvudstaden Helsingfors. Öns area är 1,4 hektar och dess största längd är 250 meter i nord-sydlig riktning.